# Kavalleriet kommer
Kavalleriet kommer (Le 20e de cavalerie) är ett Lucky Luke-album från 1965. Det är det 27:e albumet i ordningen, och har nummer 27 i den svenska utgivningen. 

## Handling
Lucky Luke kallas till Fort Cheyenne i Wyoming, där det 20:e kavalleriet, under ledning av överste Macstraggle, har stora problem med de lokala cheyennerna och deras hövding Gula Hunden. Det visar sig att indianerna står under inflytande av Derek Flood, en före detta kavallerist och dessertör, som svurit att hämnas på det 20:e kavalleriet.

## Svensk utgivning
- Morris; Goscinny, René, (översättare: Kåre Persson) (1977). Kavalleriet kommer. Lucky Lukes äventyr: 27. Stockholm: Albert Bonniers förlag. Libris 7145409. ISBN 91-0-042009-3
- I Lucky Luke – Den kompletta samlingen ingår albumet i "Lucky Luke 1964–1965". Libris 9888395. ISBN 91-7134-089-0
- Den svenska utgåvan trycktes även som nummer 95 i Tintins äventyrsklubb (1992). Libris 7674118. ISBN 91-7904-289-9